# Брајан Сатон Смит
Брајан Сатон Смит (енгл. Brian Sutton-Smith; Велингтон, 15. јул 1924 — Вајт Ривер Џанкшон, 7. март 2015) је био теоретичар игре који је провео живот покушавајући да открије културни значај игре у људском животу тврдећи да свака дефиниција игре мора важити и за одрасле и за децу. Истицао је да деца нису невина у својој игри како се верује. 

## Биографија
Рођен је 15. јула 1924. у Велингтону. Студирао је десет година на Универзитету у Боулинг Грину, десет на Универзитету Колумбија и седамнаест на Универзитету Пенсилваније. Докторирао је за наставника на Новом Зеланду 1954. године, а затим је отпутовао у Сједињене Америчке Државе на основу гранта Фулбрајтовог програма где је започео академску каријеру са фокусом на дечије игре, игре за одрасле, дечију драму, филмове и наративе, као и родна питања деце и положај браће и сестара. Објавио је око педесет књига од којих је најновија The Ambiguity of Play и око 350 научних чланака. Био је председник Антрополошког удружења за проучавање игре и Америчког психолошког удружења, Одсека за психологију и уметност. Као оснивач Дечјег фолклорног друштва је добио награду за животно дело од Америчког фолклорног друштва. За своја истраживања играчака је добио награде од компанија BRIO и Лего из Шведске и Данске. Учествовао је у прављењу телевизијских емисија о играчкама и играма у Великој Британији, Канади и Сједињеним Америчким Државама и био је консултант за Captain Kangaroo, Никелодион, Дечју телевизију Мардок и Музеј Please Touch у Филаделфији. Преминуо је од алцхајмерове болести 7. марта 2015. у Вајт Ривер Џанкшну. У Рочестеру се налази Библиотека и архив игре Брајана Сатон Смита у његову част. Новозеландско удружење за истраживање у образовању је основало докторску награду Сатон Смит која се сваке године додељује за докторску тезу.

## Радови
- Our Street, Smitty Does a Bunk, The Cobbers
- The Sibling (1970)
- The Study of Games (1971)
- Child's Play (1971)
- The Folkgames of Children (1972)
- How to Play with Your Children (1974)
- Play and Learning (1979)
- The Folkstories of Children (1981)
- A History of Children's Play (1981)
- Toys as Culture (1986)
- Play and Intervention (1994)
- Children's Folklore Source Book (1995)
- The Ambiguity of Play (1997)